# Grand Prix d'Isbergues 2020
Il Grand Prix d'Isbergues 2020, settantaquattresima edizione della corsa e valevole come evento dell'UCI Europe Tour 2020 categoria 1.1, si svolse il 20 settembre 2020 su un percorso di 199,3 km, con partenza e arrivo da Isbergues, in Francia. La vittoria fu appannaggio del francese Nacer Bouhanni, il quale completò il percorso in 4h31'46", alla media di 44 km/h, precedendo il connazionale Romain Cardis e il belga Timothy Dupont.
Sul traguardo di Isbergues 110 ciclisti dei 138 partenti portarono a termine la competizione

## Squadre e corridori partecipanti
| N.    | Cod. | Squadra                     |
| ----- | ---- | --------------------------- |
| 1-7   | COF  | Cofidis                     |
| 11-17 | ALM  | AG2R La Mondiale            |
| 21-27 | GFC  | Groupama-FDJ                |
| 31-37 | NTT  | NTT Pro Cycling Team        |
| 41-47 | ARK  | Team Arkéa-Samsic           |
| 51-57 | ANS  | Androni Giocattoli-Sidermec |
| 61-67 | TDE  | Total Direct Énergie        |
| 71-77 | CWG  | Circus-Wanty Gobert         |
| 81-87 | BVC  | B&B Hotels-Vital Concept    |
| 91-97 | RLY  | Rally Cycling               |

| N.      | Cod. | Squadra                      |
| ------- | ---- | ---------------------------- |
| 101-107 | NDP  | NIPPO DELKO One Provence     |
| 111-117 | AFC  | Alpecin-Fenix                |
| 121-127 | WVA  | Bingoal-Wallonie Bruxelles   |
| 131-137 | NRL  | Natura4Ever-Roubaix Lille M. |
| 141-147 | HBA  | Hagens Berman Axeon          |
| 151-157 | AUB  | St Michel-Auber 93           |
| 161-167 | EKP  | Equipo Kern Pharma           |
| 171-177 | SRA  | Swiss Racing Academy         |
| 181-187 | TIS  | Tarteletto-Isorex            |
| 191-197 | FRA  | Selezione francese           |

## Ordine d'arrivo (Top 10)
| Pos. | Corridore            | Squadra    | Tempo    |
| ---- | -------------------- | ---------- | -------- |
| 1    | Nacer Bouhanni       | Arkéa      | 4h26'51" |
| 2    | Romain Cardis        | Total Dir. | s.t.     |
| 3    | Timothy Dupont       | Circus     | s.t.     |
| 4    | Luca Mozzato         | B&B Hot.   | s.t.     |
| 5    | Piet Allegaert       | Cofidis    | s.t.     |
| 6    | Aksel Nõmmela        | Bingoal    | s.t.     |
| 7    | R. Janse v. Rensburg | NTT        | s.t.     |
| 8    | Emiel Vermeulen      | Natura4E.  | s.t.     |
| 9    | Timo Kielich         | Alpecin    | s.t.     |
| 10   | André Carvalho       | Hagens B.  | s.t.     |